# Volunteered Slavery
Volunteered Slavery est un album de Roland Kirk sorti en 1969.

## Description
Volunteered Slavery est enregistré au Newport Jazz Festival de 1968 et se situe, comme Blacknuss par exemple, à la croisée des genres soul, R&B et évidemment jazz. Kirk rend hommage à John Coltrane avec A Tribute to John Coltrane: Lush Life/Afro-Blue/Bessie's Blues et utilise un chœur sur plusieurs morceaux. 
Le titre Volunteered Slavery qui signifie « Esclavage volontaire » provient, d’après Kirk, du fait que le groupe joue de la musique actuelle par plaisir et non par la volonté du label Atlantic.

## Pistes
Sauf indication, toutes les compositions sont de Roland Kirk
1. Volunteered Slavery (5:43)
2. Spirits up Above (3:37)
3. My Cherie Amour (Henry Cosby, Sylvia Moy, Stevie Wonder) (3:20)
4. Search for the Reason Why (2:07)
5. I Say a Little Prayer (Burt Bacharach, Hal David) (7:59)
6. Roland's Opening Remarks (0:41)
7. One Ton (5:02)
8. Ovation and Roland's Remarks (1:42)
9. A Tribute to John Coltrane: Lush Life/Afro-Blue/Bessie's Blues (Billy Strayhorn, Mongo Santamaría, John Coltrane) (8:14)
10. Three for the Festival (4:23)

## Musiciens
- Rahsaan Roland Kirk – Saxophone ténor, Stritch, Manzello, flûte traversière, sifflet, clarinette, stylophone
- Ron Burton – Piano
- Jimmy Hopps – Batterie (pistes 6 à 10)
- Dick Griffith – Trombone (pistes 1 et 5)
- Charles McGhee – Trompette (pistes 1 et 5)
- Vernon Martin - Contrebasse
- Charles Crosby - Batterie (piste 1)
- Sonny Brown - Batterie (pistes 2 à 5)
- Joe Habad Texidor - Tambourin
- The Roland Kirk Spirit Choir (pistes 1 à 5)